# چی‌تای‌هه
چی‌تای‌هه (به چینی: 七台河市) یک شهر در سطح ولایت در جمهوری خلق چین است که در استان هئی‌لونگ‌جیانگ واقع شده‌است.

## خصوصیات
چی‌تای‌هه ۶٬۱۹۰٫۰۹ کیلومترمربع مساحت و ۶۸۹٬۶۱۱ نفر جمعیت دارد و ۲۰۹ متر بالاتر از سطح دریا واقع شده‌است.

## شهرها و شهرستان‌ها
|               |           |            |            |                      |             |  |  |  |  |  |
| نام           | حروف چینی | پین‌یین     | جمعیت-۱۳۹۹ | مساحت (کیلومتر مربع) | تراکم جمعیت |  |  |  |  |  |
| منطقه تاوشان  | 桃山区    | Táoshān Qū | ۲۰۴٬۱۱۱    | ۷۵٫۵۶                | ۲٬۷۰۱٫۳۱    |  |  |  |  |  |
| منطقه چیه‌زی‌هه | 茄子河区  | Qiézǐhé Qū | ۱۲۷٬۴۹۹    | ۱٬۵۳۶٫۵۱             | ۸۱٫۵۵       |  |  |  |  |  |
| منطقه شین‌شینگ | 新兴区    | Xīnxīng Qū | ۱۵۸٬۴۱۸    | ۲٬۱۶۰٫۷۹             | ۷۳٫۳۱       |  |  |  |  |  |
| شهرستان بولی  | 勃利县    | Bólì Xiàn  | ۱۹۹٬۵۸۳    | ۲٬۳۹۰٫۲۴             | ۸۳٫۵۰       |  |  |  |  |  |